# Гондурас на зимових Олімпійських іграх 1992
Гондурас брав участь у Зимових Олімпійських іграх 1992 року в Альбертвілі (Франція) вперше за свою історію, але не завоював жодної медалі. Збірна країни складалася з однієї спортсменки.